# 哭泣著
〈哭泣著〉（日语：／ Nakinagara）是日本音樂組合B'z的主唱稻葉浩志的歌曲。於2014年3月26日作為數位限定單曲由VERMILLION RECORDS發行。

## 概要
- 數位限定單曲3個月連續發行的第2彈。
- 繼前作的第2張數位下載單曲。

## 收錄曲
1. （哭泣著）(4:28)
在單曲中是自「I'm on fire」以來的敘事曲類。與以往的單曲不同，主要由鋼琴與弦樂器所構成，而非樂團聲響。
歌詞内容的契機，來自於在公園撞見了家庭的親子吵架。稻葉表示「親子吵架，彼此會率直地全盤托出。但由於週期短暫，黎明就會反省並和解了，從零開始，再以同樣的方式爭吵。我想將那樣的事物凝縮描繪出來。[原文 1]」
在B'z Official YouTube Channel（页面存档备份，存于）公開了MUSIC VIDEO。

## 製作人員
- 稻葉浩志：主唱・作詞・作曲・編曲
- 寺地秀行（日语：寺地秀行）：編曲
- 小野塚晃（日语：小野塚晃）：鋼琴
- 山本拓夫（日语：山本拓夫）：長笛
- 石川寛子 with Lime Ladies Orchestra：弦樂器